# Prix Pulitzer
Pour les articles homonymes, voir Pulitzer.
Le prix Pulitzer (en anglais : Pulitzer Prize) est un prix américain de journalisme décerné par l'université Columbia de New York et remis à des journalistes, journaux, magazines, revues ou agences de presse. Il jouit d'une grande notoriété à travers le monde.
Il récompense aussi l'excellence en d'autres domaines, notamment en littérature, fiction et musique, domaines eux-mêmes divisés en catégories spécifiques.
Sous l'impulsion de Joseph Pulitzer, qui fut « le précurseur » du journalisme d'investigation, dès le XIXe siècle dans son quotidien New York World, inspirant d'autres qui comme lui, Charles E. Scripps ou William Randolph Hearst ont construit des empires de presse sur ce concept après avoir opté très tôt pour « une presse d'investigation engagée ».
Selon son testament, le prix est mis en place en 1917, près de 6 ans après la mort de son créateur. Au début, il était attribué à une douzaine de catégories du journalisme et des arts. Au début du XXIe siècle, il est décerné pour 21 rubriques, dont plusieurs types de reportages, l'éditorial, la caricature, la photographie, le roman, la biographie, le théâtre, la poésie, l'histoire et la musique. Une enveloppe de 10 000 dollars américains accompagne le prix, remis au mois d’avril à des personnalités américaines, alors que le lauréat du prix du service public remporte une médaille d'or.

## Historique
Dans son testament, rédigé en 1904, Joseph Pulitzer appelle à la création de ce prix avec pour objectif de stimuler l’excellence. Il ne mentionne à ce moment que treize prix, dont quatre pour le journalisme, quatre pour la littérature, quatre pour le théâtre et un dernier pour l’éducation. Sensible aux changements de son époque, Pulitzer veilla toutefois à constituer une commission de surveillance consultative et lui donna le pouvoir de remplacer certains sujets lorsqu'elle jugerait cela bénéfique pour le public. Il lui donna également le droit de ne pas décerner le prix si aucune œuvre ne correspondait aux critères d’excellence du jury.
Les prix commencent à être remis en 1917 seulement.
En 1997, lors du 150e anniversaire de la naissance de Pulitzer, la commission a fait preuve du respect des exigences d’adaptation aux évolutions sociales exigées par son instigateur : elle commença à reconnaître l’importance croissante des textes journalistiques disponibles sur Internet. Cette reconnaissance sera encore plus marquée en 1999, date à laquelle la commission a reconnu les présentations sur le réseau comme des suppléments aux éditions papier dans la catégorie « Public service ».
Par ailleurs, des changements ont été apportés aux prix concernant la musique. Jusqu'en 1997, ceux-ci ne concernaient que la musique classique. La commission décida alors d’élargir les compétences du jury en laissant place à d'autres types de musiques. Le prix de 1997 revint ainsi à Wynton Marsalis pour Blood on the Fields, imprégné de musique jazz. En 2018, Kendrick Lamar devient le premier artiste hors jazz ou musique classique à remporter un prix Pulitzer dans la catégorie Musique pour son album DAMN.. Le site du prix Pulitzer qualifie l'album de « virtuose collection de chansons unies qui par son authenticité vernaculaire et son dynamisme rythmique, offre des vignettes saisissantes sur la complexité de la vie afro-américaine moderne ».
Dans le domaine du journalisme, la commission a décidé en décembre 2008 que les quatorze différents types de prix seront désormais étendus à des publications entièrement sur Internet. Les textes proposés, en ligne ou publiés, doivent provenir de journaux ou d'organisations d'information des États-Unis, publiant au moins une fois par semaine, ayant pour objet principal l'actualité et « adhérant aux plus hauts principes journalistiques ».
En 2019, le Pulitzer annonce la création d'une nouvelle catégorie : Reportage audio (Audio Reporting) pour récompenser les podcasts d'investigation.
Conformément à la volonté de Pulitzer, c’est le président de l’université Columbia qui annonce et décerne les prix sur recommandation du jury. Aujourd’hui, la commission est indépendante et décide seule de l’attribution des prix.

## La médaille
La médaille a été conçue par le sculpteur Daniel Chester French (plus connu pour la statue de Lincoln assis) et son associé Henry Augustus Lukeman. Le recto de la médaille représente Benjamin Franklin tandis que l'autre face montre un imprimeur râblé et torse nu au travail devant sa presse. Autour de l'imprimeur on peut lire : “Pour service désintéressé et méritoire rendu par un journal américain au cours de l'année...”.

## Catégories de récompenses

### Journalisme
| Nom du prix en français           | Nom du prix en anglais    | Notes |
| --------------------------------- | ------------------------- | --- |
| Service public                    | Public Service            | Décerné à un journal rendant un service public, il est considéré comme le prix principal. |
| Reportage d'actualité             | Breaking News Reporting   | Pour un exemple remarquable de reportages locaux, ou nationaux sur les dernières nouvelles qui, le plus rapidement possible, capturent les événements avec précision au fur et à mesure qu'ils se produisent et, au fil du temps, éclairent, fournissent un contexte et élargissent la couverture initiale. |
| Reportage d'investigation         | Investigative Reporting   | Pour un exemple remarquable de reportage d'investigation |
| Reportage explicatif              | Explanatory Reporting     | Pour un reportage distingué et explicatif, qui éclaire un sujet important et complexe, démontrant la maîtrise du sujet, une écriture lucide et une présentation claire. |
| Reportage local                   | Local Reporting           | Pour un reportage sur des questions importantes d'intérêt local, démontrant l'originalité et l'expertise communautaire. |
| Reportage national                | National Reporting        | Pour un exemple remarquable de reportage sur les affaires nationales. |
| Reportage international           | International Reporting   | Pour un exemple remarquable de reportage sur les questions, et affaires internationales . |
| Reportage audio                   | Audio Reporting           | |
| Article de fond                   | Feature Writing           | Pour la rédaction de longs articles en accordant une attention particulière à la qualité de l'écriture, à l'originalité et à la concision. |
| Commentaire politique             | Commentary                | |
| Critique                          | Criticism                 | |
| Éditorial                         | Editorial Writing         | Pour un éditorial distingué, le test d'excellence étant la clarté du style, l'objectif moral, le raisonnement solide et le pouvoir d'influencer l'opinion publique dans ce que l'écrivain considère comme la bonne direction.                                                                               |
| Prix Pulitzer du dessin de presse | Editorial Cartooning      | récompensant un dessin de presse ou une série de dessins de presse publiés durant l'année, dont l'originalité, l'efficacité et la qualité artistique sont marquantes. |
| Photographie d'actualité          | Breaking News Photography | (Pulitzer Prize for Spot News Photography de 1968 à 1999, puis Breaking News Photography depuis 2000). |
| Photographie d'article de fond    | Feature Photography       | (Feature Photography, depuis 1968). |

### Littérature
- Fiction (Fiction), appelé « Prix Pulitzer du roman » jusqu'en 1948, récompensant un roman ou un recueil de nouvelles.
- Œuvre théâtrale (Drama), pour récompenser une pièce de théâtre d'un auteur américain, à la fois original et traitant de préférence de la vie américaine.
- Histoire (History), pour récompenser un livre sur l'histoire des États-Unis.
- Biographie ou de l'autobiographie (Biography or Autobiography), pour récompenser une biographie ou une autobiographie d'un auteur américain.
- Poésie (Poetry), pour récompenser une œuvre littéraire poétique d'un auteur américain.
- Essai (General Non-Fiction), pour récompenser un essai d'un auteur américain, qui ne puisse être classé dans les précédentes catégories.

### Musique
- Musique (Music), pour récompenser un compositeur américain pour une création de l'année précédente.

### Prix spéciaux
- Prix spéciaux et citations (Special Citations and Awards), remis apériodiquement, pour récompenser un artiste ou une œuvre importante.

### Anciennes catégories
- Photographie (en) (1942-1968), remplacé par deux prix de photojournalisme : photographie d'actualité et photographie d'article de fond

### Prix particulier
Le 11 juin 2021, un prix Pulitzer spécial est décerné à Darnella Frazier, la jeune femme de 18 ans qui avait filmé l'arrestation et le meurtre de George Floyd le 25 mai 2020.

## Jury
Le jury, composé de l’ensemble des acteurs du monde du livre aux États-Unis, est renouvelé d'un tiers chaque année. Il est composé de trois spécialistes dans chacune des 21 catégories.

## Quelques lauréats

### En littérature
- 1989 : James M. McPherson pour son ouvrage "Battle Cry of Freedom (en)" dans la catégorie Histoire, paru en 1988 et traduit en français sous le nom de " La guerre de Sécession" aux éditions Robert Laffont paru en 1991.

Seuls quatre écrivains ont été couronnés deux fois dans la catégorie littérature de fiction : 
- Booth Tarkington pour La Splendeur des Amberson (1919) et Alice Adams (1922) ;
- William Faulkner avec Parabole (1955) et Les Larrons (1963) ;
- John Updike pour Rabbit est riche (1982) et Rabbit en paix (1991) ;
- Colson Whitehead, en 2017 et 2020, pour Underground Railroad et Nickel Boys.

### En journalisme
- 1932 : Walter Duranty, correspondant du New York Times à Moscou, pour treize articles écrits en 1931 sur l'Union soviétique, critiqués par la suite comme flatteurs pour le régime stalinien[12]. Les correspondants du Times et d'autres journaux ont depuis largement discrédité sa couverture des événements[13].
- 1942, 1954 et 1979 : le caricaturiste américain Herblock dont les dessins ont notamment dénoncé le maccarthysme (terme dont il est l'inventeur) et le scandale du Watergate
- 1960 : Yasushi Nagao est le premier non-américain à recevoir le prix Pulitzer pour sa photographie montrant l'assassinat au sabre de Inejirō Asanuma par Otoya Yamaguchi[14].
- 1972 : Horst Faas et Michel Laurent pour leur série Mort à Dacca.
- 1973 : Nick Ut pour sa photographie prise pendant la guerre du Viêt Nam ; Carl Bernstein et Bob Woodward (The Washington Post) pour leur couverture de l'affaire du Watergate
- 1981 : Janet Cooke du Washington Post avait initialement gagné le prix du meilleur article de fond (Feature Writing) pour son article sur l'histoire de Jimmy, un toxicomane âgé de huit ans, publiée en septembre 1980. Cependant, après une enquête pour retrouver le jeune garçon, la journaliste avoue avoir inventé tout cela. Démasquée, elle a du rendre son prix et démissionner[15]. Ce prix sera finalement remis à Teresa Carpenter de The Village Voice, pour un article sur la mort de Dorothy Stratten et intitulé Death of a Playmate.
- 1983, 1988 et 2002 : Thomas Friedman pour ses articles pour le New York Times (analyse de l’impact de la menace terroriste au niveau mondial en 2002, dans la série « Commentary »).
- 1990 : Gary Webb pour sa révélation dans le Mercury News sur l'implication de la CIA dans le trafic de drogue entre les États-Unis et le Nicaragua afin de financer des armes pour soutenir les Contras. Son histoire est illustrée à travers le film Secret d'État de Michael Cuesta (2014). Il est aussi connu pour son reportage avec cinq autres de ses confrères sur le séisme de 1989 à Loma Prieta, Californie, États-Unis.
- 1992 : Héctor Tobar pour son travail dans le cadre de l'équipe couvrant les émeutes de 1992 à Los Angeles pour le Los Angeles Times.
- 1994 : Kevin Carter pour la photo La Fillette et le Vautour d'une enfant soudanaise à l'agonie observée par un vautour qui attend sa mort. Cette photo fut critiquée et le prix vivement contesté. Ce cliché a mis en lumière la réalité cruelle des peuples qui subissent la guerre ainsi que la responsabilité des photographes face à une scène dont ils sont témoins ; son auteur a mis fin à sa vie quelques mois plus tard.
- 1997 : The Times-Picayune (journal de La Nouvelle-Orléans) dans la série « Public Service ».
- 1999 : Maureen Dowd pour ses articles pour The New York Times.
- 2003 : The Boston Globe pour son enquête sur la couverture par l'Église catholique d'abus sexuels sur mineurs commis par des prêtres (cf. le film Spotlight en 2015) / Mary Jordan (en) et Kevin Sullivan (en) pour un article sur l'absence de criminalisation de l'évasion au Mexique, publié dans le Washington Post[16].
- 2005 : John Moore, Deanne Fitzmaurice
- 2004 : Anthony Shadid, pour ses reportages sur la Guerre d'Irak, lorsqu'il travaillait pour le Washington Post[17].
- 2006 : The Times-Picayune et The Sun Herald (en) (journal de Biloxi) pour leur service public durant et après le passage de l'ouragan Katrina.
- 2007 : Lawrence Wright pour La guerre cachée : Al-Qaida et les origines du terrorisme islamiste
- 2008 : Adrees Latif, photographe de l'agence Reuters, a reçu le 8 avril le prix Pulitzer dans la catégorie de la photo d'information pour son cliché montrant les derniers instants d'un journaliste japonais tué à Rangoon (Birmanie) en septembre.
- 2008 : Gene Weingarten pour un article dans le Washington Post à propos d'une expérience d'un violoniste d'exception, Joshua Bell, qui a joué dans le métro new-yorkais à une heure de pointe presque sans se faire remarquer.
- 2010 : Anthony Shadid, pour ses reportages sur la guerre d'Irak, lorsqu'il travaillait pour le Washington Post[17].
- 2012 : Mary Schmich, pour sa longue chronique sur la ville de Chicago
- 2014 : The Guardian et The Washington Post, pour la publication des révélations d'Edward Snowden[18].
- 2016 : Los Angeles Times pour sa couverture de la fusillade de San Bernardino ; Alyssa Rubin dans la catégorie reportage international pour sa couverture des souffrances des femmes afghanes
- 2018 : The New York Times et The Washington Post « pour leur couverture d'intérêt public, profondément sourcée et implacablement publiée, qui a fait spectaculairement progresser la compréhension qu'a la nation de l'interférence russe dans les élections présidentielles de 2016 et de ses connexions avec la campagne de Trump, l'équipe de transition du président élu et son administration définitive »[19],[20].
- 2020 : Brian M. Rosenthal du New York Times, pour son reportage sur l'exploitation des chauffeurs de taxi par les entreprises de prêts, le staff du Washington Post, pour leur série de reportages sur les effets de l'augmentation de la température sur la planète[21]
- 2020 : Gaëlle Borgia pour son reportage, coécrit avec Michael Schwirtz et publié dans The New York Times, sur la tentative d'ingérence de la Russie lors de l'élection présidentielle à Madagascar, en 2018.
- 2021 : Megha Rajagopalan, pour son enquête sur les camps de rééducation des Ouïghours en Chine pour BuzzFeed[22].
- 2025 : Mosab Abu Toha, écrivain, poète, universitaire et bibliothécaire palestinien de la Bande de Gaza, Prix Pulitzer Commentary[23]